# رونالد غارسيا
رونالد لازارو غارسيا جوستنيانو (بالإسبانية: Ronald Lázaro García Justiniano)‏ (مواليد 17 ديسمبر 1980 في سانتا كروز) لاعب كرة قدم بوليفي دولي يجيد اللعب في خط الوسط . يلعب حاليا لصالح نادي أريس ثيسالونيكي اليوناني منذ 2005 .

## مسيرته الكروية
لعب رونالد غارسيا خلال مسيرته الاحترافية مع 5 أندية في عشرون موسمًا وسجل خلالها 24 هدفًا ضمن 290 مباراة. حيث فاز في موسمين بالكأس وفي موسمين بالدوري.
خاض رونالد غارسيا مسيرته مع نادي بوليفار في موسم 1998 في المرة الأولى واستمر معه طيلة ثلاثة مواسم ثم في عامي 2004-2006 ولمدة موسمين ثم ما بين عامي 2011 و2012 لمدة موسم واحد، مشاركًا طوالها في 66 مباراة سجل خلالها 7 أهداف. ثم انتقل إلى نادي ألفيركا في موسم 2001–02 واستمر معه طيلة ثلاثة مواسم، حيث شارك في 55 مباراة سجل خلالها 5 أهداف. لينتقل بعدها إلى أورينتي بيتروليرو ما بين عامي 2005 و2006 في المرة الأولى لمدة موسم واحد ثم في موسم 2012–13 واستمر معه طيلة ثلاثة مواسم، مشاركًا طوالها في 65 مباراة سجل خلالها 5 أهداف أيضًا. ثم انتقل إلى نادي أريس تسالونيكي في موسم 2005–06 في المرة الأولى ليلعب معه خمسة مواسم ثم في موسم 2011–12 لمدة موسم واحد، مشاركًا طوالها في 93 مباراة سجل خلالها 7 أهداف. هذا وانتقل لاحقًا إلى نادي أنورثوسيس فاماغوستا في موسم 2010–11 لمدة موسم واحد، مشاركًا في 11 مباراة ولم يسجل أي هدف.

## روابط خارجية
- رونالد غارسيا على موقع الاتحاد الدولي (مؤرشف)  (الإنجليزية)
- رونالد غارسيا على موقع قاعدة بيانات كرة القدم.إي يو (الإنجليزية)
- رونالد غارسيا على موقع ناشيونال فوتبول تيمز (الإنجليزية)
- رونالد غارسيا على موقع Soccerway.com (الإنجليزية)